# Vigonza
Vigonza – miejscowość i gmina we Włoszech, w regionie Wenecja Euganejska, w prowincji Padwa.
Według danych na rok 2004 gminę zamieszkiwało 19 449 osób, 589,4 os./km².